# Intermission (Dio)
Intermission è il primo album live della heavy metal band dei Dio, uscito nel 1986.
L'album fu registrato durante il tour di Sacred Heart con Vivian Campbell alla chitarra. Quando però entrò in formazione Craig Goldy venne aggiunta all'album la traccia Time to Burn, registrata con il nuovo chitarrista.

## Tracce
1. King of Rock and Roll – 3:24 –  (Ronnie James Dio, Vivian Campbell, Jimmy Bain, Vinny Appice)
2. Rainbow in the Dark – 6:10 –  (Dio, Campbell, Bain, Appice)
3. Sacred Heart – 6:10 –  (Dio, Campbell, Bain, Appice)
4. Time to Burn – 4:24 –  (Dio, Craig Goldy, Bain, Claude Schnell, Appice)
5. Rock 'N' Roll Children/Long Live Rock 'n' Roll/Man on the Silver Mountain – 9:38 –  (Dio) / –  (Dio, Ritchie Blackmore) / –  (Dio, Blackmore)
6. We Rock – 4:34 –  (Dio)

## Formazione
- Ronnie James Dio - voce
- Vivian Campbell - chitarra
- Craig Goldy - chitarra in Time to Burn
- Jimmy Bain - basso
- Claude Schnell - tastiere
- Vinnie Appice - batteria